# Чечули
 Чечули  — деревня в Кирово-Чепецком районе Кировской области в составе Фатеевского сельского поселения.

## География
Расположена на расстоянии примерно 8 км на юг по прямой от районного центра города Кирово-Чепецк.

## История
Известна с 1671 года как займище Васки Шибанова с 1 двором, в 1764 году в 44 жителя. В 1873 году здесь (починок Василия Шибанова или Чечули) дворов 9 и жителей 69, в 1905 (уже деревня Чечули) 19 и 109, в 1926 (деревня Чечули или Шибаны, Василия Шибанова) 22 и 115, в 1950 19 и 66, в 1989 уже не оставалось постоянных жителей. Настоящее название утвердилось с 1939 года.

## Население
Постоянное население составляло 2 человека (русские 100%) в 2002 году, 2 в 2010.